# Joan Rebolh
Joan Rebolh (en francès Jean Reboul; Nimes, 23 de gener de 1796-28 de maig de 1864) fou un poeta i forner occità del segle xix, ben conegut i apreciat al país nimesenc. Rebolh, catòlic i reialista, sovint fou oposat (d'una manera legítima o no) a Antòni Bigòt (protestant i republicà).

## Biografia
Nascut a Nimes, era fill d'un serraller que havia reeixit professionalment. Aquest va morir jove però els diners que va deixar van permetre d'inscriure l'infant en un pensionat. Quan no tenia més que tretze anys, Rebolh començà a treballar com a copista per a un advocat però va haver de deixar aquesta feina per a esdevenir forner i ajudar la seva mare a nodrir els seus quatre infants. La casa on cresqué es va tornar més tard la seva fleca, en la qual restaria fins a la mort. Es va casar jove però va perdre la dona al cap d'alguns mesos. Es va tornar a casar i hagué de patir una altra vegada una tragèdia. Després d'algunes assaigs d'escriptura, fou després de la mort de la seva dona i del seu infant, el 1828, que Joan Rebolh es va iniciar a la poesia, en escriure el famós poema en francesa l'Ange et l'enfant (L'Àngel i l'infant). Enmig de les seves altres produccions, el seu poema Le dernier jour (El darrer dia) fou d'aquells que van assegurar la seva reputació i la seva plaça honorable en el medi dels poetes i escriptors francesos d'aquell temps.
Fins i tot Chateaubriand va passar qualques hores a Nimes i el va visitar felicitant-lo per les seves obres. Lamartine i altres celebritats d'aquell temps van visitar també el poeta nimesenc. Alexandre Dumas que va passar visitar-lo el 1838 el va descriure així: C'était un homme de trente-cinq à trente-sept ans, d'une taille au-dessus de la moyenne, avec un teint d'un brun presque arabe, des cheveux noirs et luisants, des dents d'émail, Ce regard fut rapide et profond, et je m'aperçus alors qu'il avait des yeux magnifiques, de ces yeux indiens puissants et veloutés, faits pour exprimer l'amour et la colère.
El 1852, el govern imperial volgué decorar Joan Rebolh (que era reialista), però aquest va respondre que no es pensava ser passat a l'estat de monument i refusà la recompensa.
Poc de temps després va morir d'una malaltia ben llarga, un decret imperial del 17 de juny de 1865 feu passar la deliberació del Consell Municipal de Nimes de l'11 de juny de 1864 que donava el nom del carrer "Jean Reboul" a l'antic carrer de la Carretariá, prop de les Arenes.